# Chico’s vliegenpikker
De Chico’s vliegenpikker (Zimmerius chicomendesi) is een zangvogel uit de familie Tirannen (Tyrannidae). De soort werd voor het eerst wetenschappelijk beschreven in het Handbook of the Birds of the World in juli 2013 door de ornithologen Bret M. Whitney, Fabio Schunck, Marco Antonio Rêgo, and Luís Fábio Silveira. De door hen beschreven soort komt voor in Zuid-Amerika in het land Brazilië.

## Vondst en naamgeving
De soort werd in de eerste helft van 2013 samen met andere 14 vogelsoorten ontdekt in het Braziliaanse Amazonewoud door een groep van Braziliaanse en Amerikaanse wetenschappers van het Museu de Zoologia da Universidade de São Paulo (MZ-USP), het Instituto Nacional de Pesquisas da Amazônia, het Museu Paraense Emílio Goeldi en van het Museum van Natuurwetenschappen van de Louisiana State University. Zij noemden deze vogel poiaeiro-de-chicomendes ter ere van de Braziliaanse milieu-activist Chico Mendes. Enkele maanden later kreeg deze middelgrote, groen-bruinachtige vogel de wetenschappelijke naam Zimmerius chicomendesi.

## Leefgebied
De Chico’s vliegenpikker leeft in de regenwouden van de Amazone. Hij leeft daar in de vochtige bossen van de ecoregio Madeira-Tapajós in het midden van het Amazonewoud.

## Status
In mei 2013 werd vastgesteld dat zimmerius chicomendesi een bedreigde soort is. Hij dankt deze status aan het feit dat zijn habitat wordt bedreigd door ontbossing en het plat branden van stukken bos voor veeteelt.